# Kete Kesu

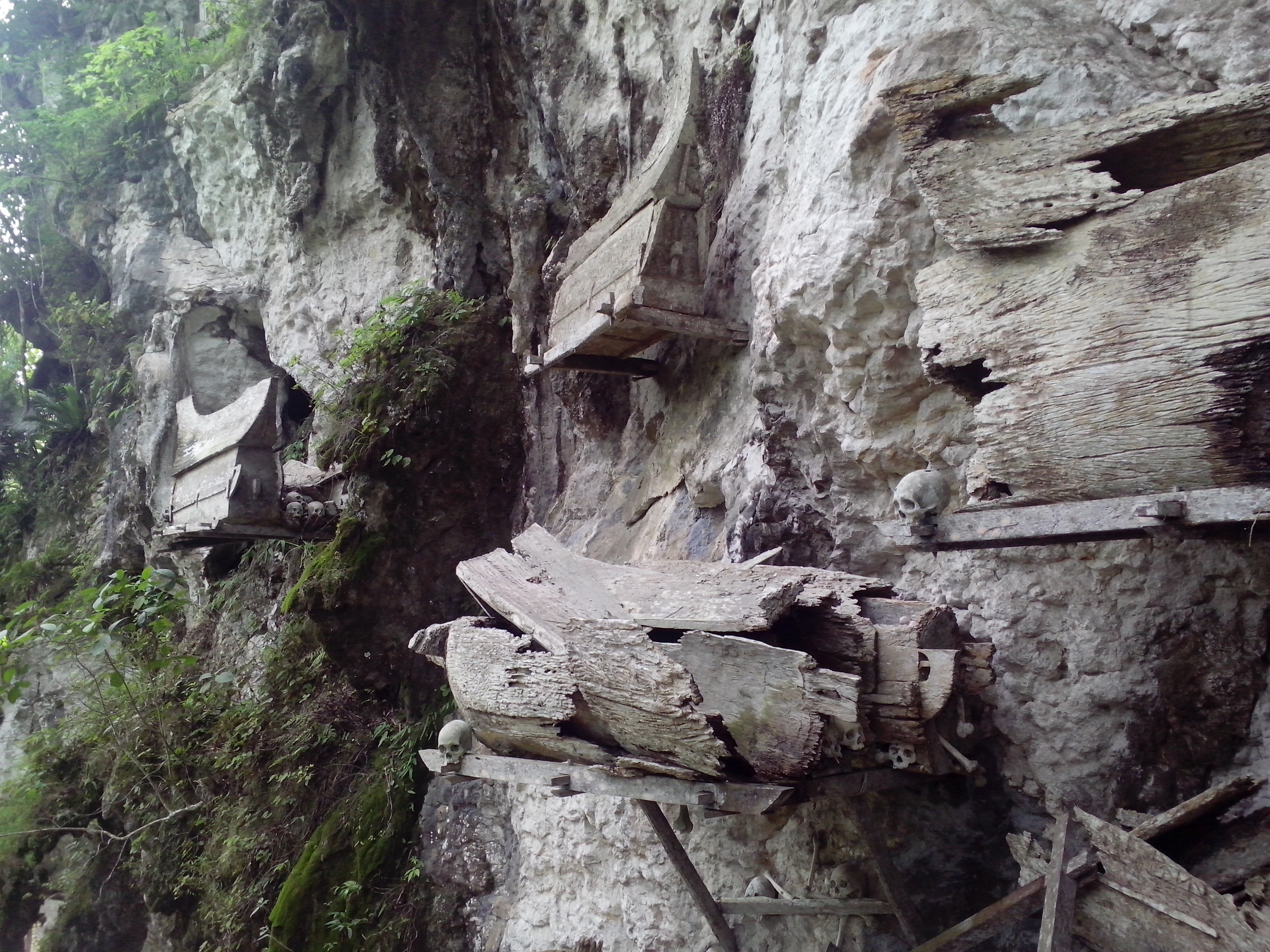
Hängende Särge von Kete Kesu

Kete Kesu oder Ke'te Kesu' ist ein Toraja-Dorf in Toraja Utara, Indonesien ca. 10 km südöstlich von Rantepao.
Das Dorf ist eines der Haupttouristenattraktionen in Toraja Utara. Das Dorf besitzt eine Reihe traditioneller Häusern (6 Tongkonan-Häuser und 12 Reisspeicher (Alang)), wobei ein Haus als Museum dient. Daneben ist Kete Kesu für seine Gräber in Felshöhlen und seine an Felswänden hängenden Särge bekannt. Die Gräber befinden sich etwa 50 Meter vom Dorf entfernt und werden teilweise auf über 500 Jahre geschätzt. Einige der traditionellen Särge (Erong) sind wie ein Boot geformt, andere wie Büffel oder Schweine. Es finden sich hier auch Grabstätten von Adeligen und mehr als 20 Menhire. Lemo ist eine der zehn vom indonesischen Kulturministerium auf die "Tentative List" für Nominierungen der UNESCO gesetzten traditionellen Toraja-Siedlungen.